# Kokerelle

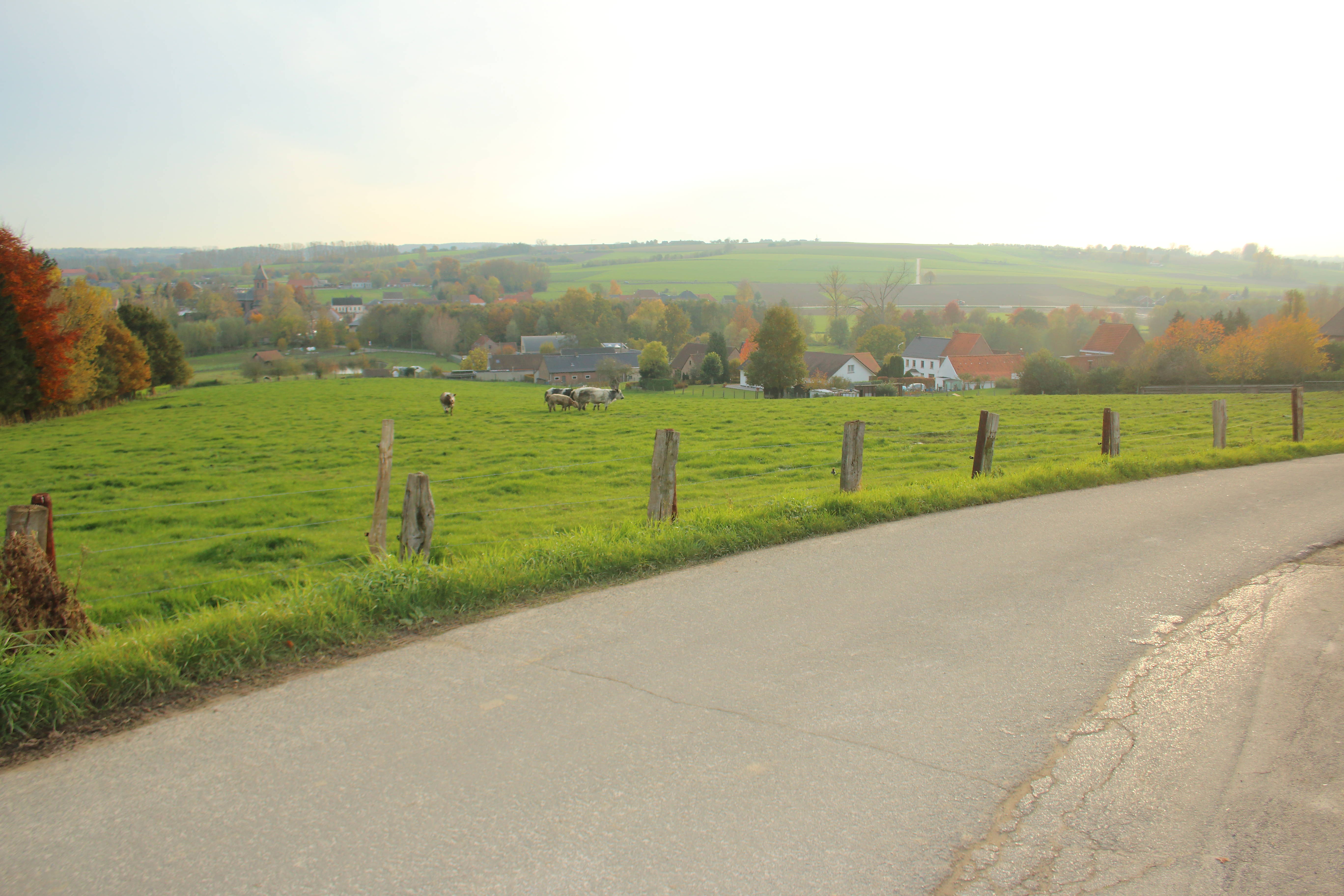
Uitzicht over de Kokerelle vanaf de Kapelleberg

De Kokerelle is een helling genoemd naar de Kokerellestraat in Maarke, een dorp in de gemeente Maarkedal in de Vlaamse Ardennen in de Belgische provincie Oost-Vlaanderen. De helling ligt ten noorden van Maarke (nabij Oudenaarde), tussen de Maarkebeekvallei en de grens met Mater. De helling ligt tussen Kapelleberg en Eikenberg, de top is gesitueerd op de top van de Eikenberg.

## Wielrennen
De helling wordt in 2018 opgenomen in de Omloop Het Nieuwsblad. De helling is veel vaker afgedaald als renners in wielerklassiekers, waarbij de Eikenberg was opgenomen, vlak voor de top rechtsaf gingen. Dan werd deze helling afgedaald naar de Kapelleberg of Boigneberg. 
In 2025 is de helling opgenomen in Nokere Koerse.